# Coors 420
Coors 420 var ett Nascar-lopp som kördes på ovalbanan Nashville Fairgrounds i Nashville i Tennessee 1959, 1964-1965 samt 1973-1984. Loppet var ett av två Cup-lopp som kördes på Nashville Fairgrounds, det andra var Pepsi 420.

## Tidigare namn
- Music City 200 (1959, 1964–1965)
- Music City 420 (1973)
- Music City USA 420 (1974–1978, 1980)
- Sun-Drop Music City USA 420 (1979)
- Melling Tool 420 (1981)
- Cracker Barrel Country Store 420 (1982)
- Marty Robbins 420 (1983)
- Coors 420 (1984)

## Vinnare genom tiderna
| Säsong      | Datum     | Nr        | Förare          | Team/ bilägare              | Konstruktör | Distans   | Distans         | Tid       | Snitthastighet (mph) | Rapport   | Ref    |
| Säsong      | Datum     | Nr        | Förare          | Team/ bilägare              | Konstruktör | Varv      | Miles (km)      | Tid       | Snitthastighet (mph) | Rapport   | Ref    |
| ----------- | --------- | --------- | --------------- | --------------------------- | ----------- | --------- | --------------- | --------- | -------------------- | --------- | ------ |
| 1959        | 24 maj    | 4         | Rex White       | Rex White                   | Chevrolet   | 200       | 100 (160,934)   | 1:24.30   | 71,006               | Rapport   | [ 1 ]  |
| 1960 – 1963 | Kördes ej | Kördes ej | Kördes ej       | Kördes ej                   | Kördes ej   | Kördes ej | Kördes ej       | Kördes ej | Kördes ej            | Kördes ej |        |
| 1964        | 14 juni   | 43        | Richard Petty   | Petty Enterprises           | Plymouth    | 200       | 100 (160,934)   | 1:18.26   | 76,498               | Rapport   | [ 2 ]  |
| 1965        | 3 juni    | 29        | Dick Hutcherson | Holman-Moody                | Ford        | 200       | 100 (160,934)   | 1:24:03   | 71,386               | Rapport   | [ 3 ]  |
| 1966 – 1972 | Kördes ej | Kördes ej | Kördes ej       | Kördes ej                   | Kördes ej   | Kördes ej | Kördes ej       | Kördes ej | Kördes ej            | Kördes ej |        |
| 1973        | 12 maj    | 11        | Cale Yarborough | Richard Howard              | Chevrolet   | 420       | 250,32 (402,85) | 2:34.48   | 98,419               | Rapport   | [ 4 ]  |
| 1974        | 11 maj    | 43        | Richard Petty   | Petty Enterprises           | Dodge       | 400       | 238,4 (383,667) | 3:06:31   | 82,24                | Rapport   | [ 5 ]  |
| 1975        | 10 maj    | 17        | Darrell Waltrip | Darrell Waltrip Motorsports | Chevrolet   | 420       | 250,32 (402,85) | 2:39.45   | 94,107               | Rapport   | [ 6 ]  |
| 1976        | 8 maj     | 11        | Cale Yarborough | Junior Johnson & Associates | Chevrolet   | 420       | 250,32 (402,85) | 2:57.43   | 84,512               | Rapport   | [ 7 ]  |
| 1977        | 7 maj     | 72        | Benny Parsons   | L. G. DeWitt                | Chevrolet   | 420       | 250,32 (402,85) | 2:51.40   | 87,49                | Rapport   | [ 8 ]  |
| 1978        | 3 juni    | 11        | Cale Yarborough | Junior Johnson & Associates | Oldsmobile  | 420       | 250,32 (402,85) | 2:51.34   | 87,541               | Rapport   | [ 9 ]  |
| 1979        | 12 maj    | 11        | Cale Yarborough | Junior Johnson & Associates | Oldsmobile  | 420       | 250,32 (402,85) | 2:49.25   | 88,652               | Rapport   | [ 10 ] |
| 1980        | 10 maj    | 43        | Richard Petty   | Petty Enterprises           | Chevrolet   | 420       | 250,32 (402,85) | 2:47.52   | 89,471               | Rapport   | [ 11 ] |
| 1981        | 9 maj     | 15        | Benny Parsons   | Bud Moore Engineering       | Ford        | 420       | 250,32 (402,85) | 2:47.02   | 89,756               | Rapport   | [ 12 ] |
| 1982        | 8 maj     | 11        | Darrell Waltrip | Junior Johnson & Associates | Buick       | 420       | 250,32 (402,85) | 2:59.52   | 83,502               | Rapport   | [ 13 ] |
| 1983        | 7 maj     | 11        | Darrell Waltrip | Junior Johnson & Associates | Chevrolet   | 420       | 250,32 (402,85) | 3:32.23   | 70,717               | Rapport   | [ 14 ] |
| 1984        | 12 maj    | 11        | Darrell Waltrip | Junior Johnson & Associates | Chevrolet   | 420       | 250,32 (402,85) | 2:55.15   | 85,702               | Rapport   | [ 15 ] |

### Förare med flera segrar
| Vinster | Förare          | År                     |
| ------- | --------------- | ---------------------- |
| 4       | Cale Yarborough | 1973, 1976, 1978, 1979 |
| 4       | Darrell Waltrip | 1975, 1982, 1983, 1984 |
| 3       | Richard Petty   | 1964, 1974, 1980       |
| 2       | Benny Parsons   | 1977, 1981             |

### Konstruktörer efter antal segrar
| Vinster | Konstruktör | År                                             |
| ------- | ----------- | ---------------------------------------------- |
| 8       | Chevrolet   | 1959, 1973, 1975, 1976, 1977, 1980, 1983, 1984 |
| 2       | Oldsmobile  | 1978, 1979                                     |
| 2       | Ford        | 1965, 1981                                     |